# Johanna Geisler

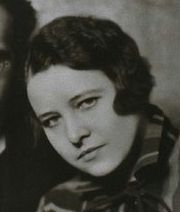
Johanna Geisler (etwa 1920)

Johanna Geisler, auch Johanna Geissler, eigentlich Johanne Elisabeth Meyer (* 28. Mai 1888 in Hannover; † 3. November 1956 in München) war eine deutsche Opernsängerin (Sopran) und Schauspielerin, die den bedeutenden  Dirigenten Otto Klemperer heiratete. Sie trat auch unter den Pseudonymen Johanna Klee und Hanne Klee auf.

## Leben und Leistungen
Johanna Geisler wurde 1888 als Tochter der ledigen Näherin Sofie Meyer in Hannover geboren. Ihren Nachnamen Geisler übernahm sie von ihren Pflegeeltern, die das Kind aufgrund einer Zeitungsannonce übernahmen. Sie sang als Kind im Kirchenchor, wo man ihr vorschlug, es als Chor-Volontärin am Theater zu probieren; so wurde sie mit fünfzehn Jahren bezahlte Chorsängerin am Opernhaus Hannover. Mit sechzehn Jahren verließ sie die Wohnung ihrer Pflegeeltern und wechselte innerhalb kurzer Zeit an das Theater Dessau und dann nach Wiesbaden. 1906, mit achtzehn Jahren, bekam sie unter sozial desolaten Umständen ein Kind, die Tochter Carla (1906–?), deren Vater, ein Offizier, sie nicht heiraten wollte („konnte“). Die Pflegemutter, inzwischen Witwe, zog zu ihr. Johanna Geisler, die ihre Mutter nur als Kind und nur kurz sah, gab ihr Kind nicht in fremde Hände, sondern ersparte ihm dieses Schicksal, das sie selbst erlebte.
Johanna Geisler arbeitete sich zur Soubrette und gefeierten Solistin am Mainzer Stadttheater empor. Es gelang ihr, trotz des früheren jahrelangen Singens als zweiter Alt im Opernchor, ihre solistische Stimmlage bis zum Koloratursopran der Königin der Nacht in Mozarts Zauberflöte zu erweitern. An der Kölner Oper bewährte sich Johanna Geisler in großen Opernrollen mit einem vielseitigen Repertoire, das alle Stilepochen umfasste.
Anfang 1917 dirigierte Otto Klemperer in Köln Beethovens Fidelio, in dem sie die Rolle der Marzelline sang; 1919 heiratete sie den bedeutenden Dirigenten. Sie hatte mit ihm zwei weitere Kinder, den Schauspieler Werner Klemperer (1920–2000) und Lotte Klemperer (1923–2003). Die Tochter Carla brachte sie mit in die Ehe. Unter dem Kölner Chefdirigenten Otto Klemperer hatte sie viele Jahre lang große Auftritte in Köln und bei auswärtigen Gastauftritten. Als er 1927 an die Berliner Kroll-Oper wechselte, wurde sie Mitglied des Ensembles. Sie  sang in Berlin aber nur die Adele in der Fledermaus von Johann Strauss.
Johanna Geislers stilistische Vielseitigkeit und Verlässlichkeit wird in vielen, von ihrer Tochter nach dem Tod der Mutter akribisch recherchierten Dokumenten betont. Ein Presse-Auszug von 1919 gibt ihr Können bei der Uraufführung der Missa sacra, einer Komposition Otto Klemperers, wieder: „Den Solisten, voran Frau Geisler-Klemperer, die den exorbitant schweren ersten Sopranpart erstaunlich beherrschte, […] uneingeschrenktes Lob.“
Johanna Geisler hatte daneben ein besonderes Talent zum Schauspiel, was sich beim Singen auch in ihrer Mimik zeigte. Schon in ihren frühen Engagements am Theater hatte sie deshalb nicht nur Chorsolo-Rollen zu singen, sondern trat oft schauspielerisch auf. 1928 spielte sie in Coburg die Amalie in Schillers Räubern und hatte 1929 einen kleinen Auftritt in Wilhelm Dieterles letztem Stummfilm Ludwig der Zweite, König von Bayern. Weiteres in diese Richtung unterblieb. Eine Zeitungskritik zu ihrer Rolle als Stubenmädchen Adele in der Fledermaus lautete:
„Fräulein Geisler [sic] […] war schlechterdings unübertrefflich. Gesang und schauspielerisches Können vereinigen sich bei ihr zu einem untrennbaren Ganzen und zu einer einheitlichen und erstklassigen Leistung, […] an der man sich restlos erfreuen kann.“
Von ihrer Stimme existiert lediglich eine (unvollständig erhaltene) Rundfunkaufnahme: Im Dezember 1932 sang sie unter der Leitung von Erich Kleiber die Partie des alten Weibes in der Oper Das höllisch Gold von Julius Bittner.
Ihre jüngste Tochter Lotte Klemperer veröffentlichte 1983 ein Buch über das Schicksal ihrer Mutter in den Jahren bis zur Hochzeit ihrer Eltern 1919 (siehe Literatur). Eva Weissweiler beschrieb in ihrer Biografie Otto Klemperers (2010) auch das Leben Johanna Geislers, insbesondere ihre Jahre mit Klemperer.

## Gesangsrollen (Auswahl)
- 1919: Despina – Così fan tutte (Wolfgang Amadeus Mozart)
- 1920: Marietta – Die tote Stadt (Erich Wolfgang Korngold)
- 1921: Königin der Nacht – Die Zauberflöte (Wolfgang Amadeus Mozart)
- 1921: Die Nachtigall – Die Vögel (Walter Braunfels)
- 1922: Konstanze – Die Entführung aus dem Serail (Wolfgang Amadeus Mozart)
- 1922: Violetta – La traviata (Giuseppe Verdi)
- 1922: Gilda – Rigoletto (Giuseppe Verdi)
- 1923: Der Friedensbote – Rienzi (Richard Wagner)
- 1925: Donna Elvira – Don Giovanni (Wolfgang Amadeus Mozart)
- 1927: Luisa – Luisa Miller (Giuseppe Verdi)
- 1927: Helene – Hin und zurück (Paul Hindemith)
- 1927: Europa – Raub der Europa (Darius Milhaud)
- 1927: Königin – Prinzessin auf der Erbse (Ernst Toch)
- 1931: Butterfly – Madame Butterfly (Giacomo Puccini)
- 1931: Waldvogel – Siegfried (Richard Wagner)
- 1932: Gräfin –  Figaros Hochzeit (Wolfgang Amadeus Mozart)
- 1932: Hänsel/Hexe – Hänsel und Gretel (Engelbert Humperdinck)